# Garage Isidore
Garage Isidore és una sèrie de còmics humorístics de François Gilson amb el guió, dibuix d'Olis dels volums 1 al 8, de Stédo dels volums 9 a 11 i després Alain Sikorski dels volums 12 al 14 i Crise pel color.

## Argument
La sèrie presenta les desventures del mecànic Isidore, sobrenomenat Senyor Zid pels seus dos aprenents, Chris i Freddy. Isidore és un mecànic amable i despreocupat, una mica gandul; No obstant això, ha de vigilar la incompetència dels seus dos aprenents i lluitar contra la competència del garatge del davant (Garage Lamordache).

## Publicació

### Àlbums
Edicions Dupuis
1. Salade de bielles (1995)
2. J'ai un bruit (1995)
3. Silence, on tracte (1996)
4. Cauchemar mécanique (1997)
5. Le mambo du mécano (1998)
6. Gentleman dépanneur (1999)
7. Les complices de la clé plate (2000)
8. Révision de printemps (2002)
9. Panne d'allumage (2003)
10. Un petit réglage (2004)
11. Moteur ! (2007)
12. Place au pro (2008)
13. Plein pot (2009)
14. Rallye en folie (2011)

- Col·lecció Pirates : Volums 1, 4 i 7 (segona edició dels volums 1, 4 i 7)